# 지방도 제594호선
지방도 제594호선은 충청북도 청원군 강내면 사곡리와 청주시 상당구 남주동 모충대교사거리를 잇던 충청북도의 지방도이다.
본래 기점은 충청북도 청원군 강내면 사곡리이나 실질적인 기점은 충청남도 연기군 동면 예양리이다. 2010년 9월에 지방도 제512호선과 통합되면서 폐지되었다.

## 연혁
- 2003년 2월 14일 : 노선 폐지 및 재지정[1]
- 2008년 12월 26일 : 지방도 도로구역 지정[2]
- 2010년 9월 : 지방도 제512호선과 통합[3]

## 주요 경유지
충청남도
- 연기군
  - 동면 미꾸리삼거리

충청북도
- 청원군
  - 강내면 사곡리 - 태성리 - 태성사거리 - 궁현리 - 연정리

- 청주시
  - 흥덕구 현암동 - 구암삼거리 - 신전동 - 석곡사거리 - 충북예술고등학교 - 죽림사거리 - 홈플러스 청주점 - 충북대학교병원 - 개신오거리 - 개신동 - 모충동 - 모충대교오거리 - 모충대교
  - 상당구 모충대교 - 모충대교사거리

## 같이 보기
- 지방도 제512호선